# پادشاهی فریدون
«پادشاهی فریدون» ششمین داستانِ پادشاهان و ششمین پادشاهی پیشدادی در شاهنامهٔ فردوسی است که دورانِ پانصدسالهٔ پادشاهیِ فریدون را داستان می‌کند.
در شاهنامه، فریدون از نژاد جمشید معرفی شده‌است. آبتین پدر فریدون از قربانیان ضحاک است، مادرش فَرانک او را به دور از چشم ضحاک به یاری گاو ناموری به نام برمایه (پُرمایه) در بیشه‌ای پرورش می‌دهد. تا هنگامی که کاوه با عاصیان به نزد فریدون می‌روند و وی را به رزم با ضحاک می‌کشانند. فریدون چرم‌پارهٔ کاوه را با پرنیان و زر و گوهر می‌آراید و آن را درفش کاویانی می‌نامد و به کین‌خواهی برمی‌خیزد. برادران فریدون به فرمان او پیشه‌وران را وامی‌دارند که گرزی برای او بسازند که بالای سر آن گاوی شکل باشد. چون گرز گاوسر ساخته می‌شود، فریدون با سپاهش سوی کشور ضحاک حمله می‌برد.
سروش راز باطل شدن جادوی ضحاک را به فریدون می‌آموزد. فریدون به کاخ وارد می‌شود و از شبستان ضحاک شهرنواز و ارنواز، دختران جمشید و خوبرویان گرفتار در آنجا را رها می‌سازد. هنگام مواجهه با ضحاک، گرز گاوسر را بر سر او می‌کوبد ولی پیک ایزدی او را از کشتن ضحاک بازمی‌دارد و فرمان می‌دهد او را با بندی که از چرم شیر درست شده باشد دست و پای ضحاک را ببندد و در غاری در کوه دماوند زندانی کند. سپس فریدون بر تخت ضحاک جلوس کرده بر جهان حکمرانی می‌کند.
برخی جشن مهرگان را یادبودی از به تخت نشستن فریدون می‌دانند. فریدون پس از غلبه بر ضحاک برای واپسین‌بار با دیوان روبه‌رو می‌شود، یا به دیگر سخن با غول‌ها به مبارزه برمی‌خیزد و پس از این مبارزه، همه چیز به اندازه‌های انسانی سوق داده می‌شود.

## همسران و پسران فریدون
فریدون شهرنواز و ارنواز دختران جمشید را که در اسارت ضحاک بودند را به همسری برمی‌گزیند و سه پسر حاصل این ازدواج‌ها است. سلم و تور از شهرناز و ایرج از ارنواز. سلم پسر بزرگتر، تور پسر میانی و ایرج پسر کهتر است.